# 광무신문지법
광무신문지법(光武新聞紙法)은 1907년 제정된 일제하의 가장 대표적인 신문 규제법규로 1952년 폐지된다.
전문 41조로 되어 있는 이 법은 신문 발행의 허가·납본·황실모독·명예훼손·국가기밀 등의 게재 금지, 기사 오기(誤記)에 대한 반박서의 게재 의무, 풍속을 문란케 하는 기사의 게재 및 발매 금지 또는 차압과 발행 금지 등에 관해 철저하게 규제할 것을 목적으로 제정·공포된 악법이다.
이 신문지법은 일본의 한국 강점을 반대하고 자주독립을 위하여 싸우는 민족의 언론을 봉쇄하기 위하여, 이완용(李完用) 내각에 의하여 제정·공포되었다고는 하지만, 실제로는 일제 자신이 만들어 놓은 것임은 의심의 여지가 없다. 이 신문지법은 일제시대에는 물론, 광복 후 미군정기를 거쳐 정부 수립 이후인 1952년 폐지까지 수차례 신문계에 물의를 일으켜 온 법률이다.
이러한 방법으로 인한 신문 탄압은 혹독하여 민족민간지는 물론 항일의 기수 대한매일신보와 해외에서 발행되어 국내로 흘러들어오는 항일 국문지까지도 통제하였다.
이러한 악법 이외에도 신문을 규제할 수 있도록 마련되어 있는 법규는 수없이 많다. 보안법(1907)·신문지규칙(1908)·출판법(1909)·출판법규(1910) 등의 많은 법규에 의하여 일제 하에서 많은 신문·언론인들이 고난을 당하였다.
1910년 경술국치 후에는 이런 신문탄압 속에서 서울에는 국문지로 『매일신보(每日申報)』와 일문지로 『경성일보(京城日報)』, 영문지 『서울 프레스(The Seoul Press)』만이 남게 되었으나, 이 3신문 모두가 총독부의 기관지들이다. 민족지들은 자취를 감춘 것이다. 이때부터 제1차 언론암흑기(1910-1920)가 시작된다.
1918년 윌슨 미국 대통령의 전후문제 처리방안으로 민족자결주의 원칙이 발표된 후, 국내외에서 한결같이 독립운동이 극에 달하고 독립선언을 하게 되자, 일본은 오랜 무단정치를 버리고 회유정책으로 1920년에 들어 『조선일보』 『동아일보』 『시사신문』의 3대 민간지를 창간케 했으나, 이들 신문들은 창간 직후부터 압수·정간·기자구속·벌금형 등의 수많은 고난을 당했다.
보도기사의 단어 선정에까지도 일제는 단속의 마수를 뻗쳐 '일본'을 '내지(內地)'로, '일본어'를 '국어'로, '일본군'을 '아군(我軍)' 또는 '황군(皇軍)'으로 쓰도록 강제하였다.
1936년 손기정 선수의 가슴에 달린 일장기를 지워 많은 기자가 구속 혹은 강제 해임당하였을 뿐 아니라 무기정간 처분을 당한 동아일보의 일장기 말살사건은 유명한 사건이다.
1939년 12월 일제는 동아일보의 백관수(白寬洙), 조선일보의 방응모(方應謨) 양사장을 총독부로 불러 전시하(중일전쟁)의 시국에 발맞추어 폐간을 종용하였으나 이에 응하지 않자 1940년 8월에는 양신문을 강제 폐간시켰다. 이리하여 조선총독부에 의한 제2차 언론 암흑기가 도래하게 되었다.